# منیفلد هیدرولیک

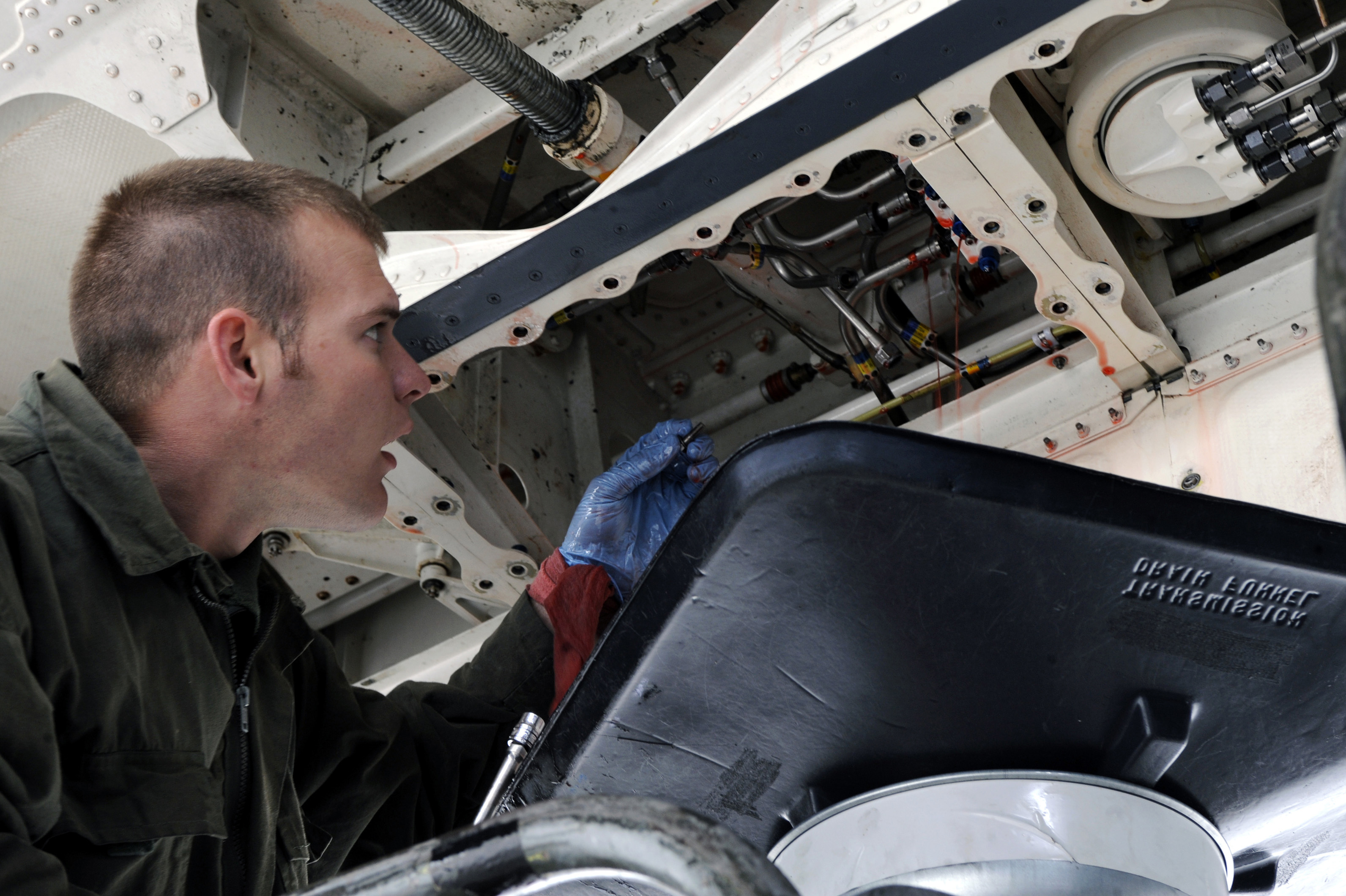
یک مکانیک نیروی هوایی ارتش آمریکا در حال باز کردن یک منیفلد هیدرولیک روی هواپیمای بی-۱ لنسر

مانیفلد یا منیفلد هیدرولیک (به انگلیسی: Hydraulic manifold) وسیله‌ای است که شلنگ‌ها و لوله‌های هیدرولیک روی آن سوار می‌شوند. منیفلدها معمولاً بلوک‌های دارای اتصالات سوراخ‌کاری‌شده یا صفحه‌های دارای برش هستند. استفاده از منیفلدها برای استفاده از شیرهای مدولار مناسب است.

## یادکرد منابع
1. ↑  Parr, 126.